# Відносини Німеччини та Гаяни
Відносини Німеччини та Гаяни — двосторонні зносини між Німеччиною та Гаяною. Відносини існують з 1966 року та згідно з заявами Федерального міністерства закордонних справ Німеччини є "дружніми та безтурботними".

## Дипломатичні зносини
Відтоді як Гаяна проголосила незалежність у 1966 році, вона підтримувала дипломатичні відносини з Федеративною Республікою Німеччина, а пізніше з Об’єднаною Німеччиною. 16 вересня 2016 року відбулося святкування з нагоди 50-річчя взаємних відносин.
Німеччина не має посольства в Гаяні. Найближче посольство Німеччини знаходить в містах Порт-оф-Спейн, Тринідад і Тобаго. У місті Джорджтауні перебуває почесний консул Німеччини. Гаяна також немає посольства в Німеччині. Найближче посольство Гаяни знаходиться в Брюсселі, що в Бельгії, і одночасно  відповідає за відносини з Німеччиною. 

## Економіка та розвиток
У 1994 році було укладено двосторонню угоду про захист і заохочення інвестицій. На цей час Німеччина підтримує зносини з Карибською співдружністю (КАРІКОМ), куди входить Гаяна. В рамках даної співдружності реалізуються проєкти у сферах розвитку економіки та захисту навколишнього середовища. У 2005 році країни «Великої сімки» погодилися списати  борги багатьом країнам, в список яких входить і Гаяна.
У політиці сталого розвитку пріоритетними залишаються програми  фінансування екологічних та природничих проєктів. Своєю чергою з 1998 року Німеччина фінансує проєкти захисту тропічних лісів, серед яких зокрема «Система захисту територій Гаяни».

## Зовнішні посилання
- Інформація МЗС Німеччини про відносини з Гаяною (німецькою мовою)